# Buitengewoon onderwijs
Het buitengewoon onderwijs (buo) is er in Vlaanderen voor kinderen die het gewone onderwijs niet kunnen volgen vanwege leer- of gedragsproblemen of vanwege een lichamelijke, zintuiglijke of verstandelijke handicap. De klasgroepen zijn kleiner dan in het gewone onderwijs. Men beschikt er over speciale leermiddelen en hulpverleners (logopedist, kinesist, psycholoog, ergotherapeut, orthopedagoog, verpleegkundige, tolk Vlaamse Gebarentaal).

## Voorwaarden
Om een leerling in het buitengewoon onderwijs te kunnen inschrijven, is een verslag voor toegang tot het buitengewoon onderwijs nodig. Enkel de Centra voor Leerlingenbegeleiding (CLB) zijn bevoegd om deze verslagen op te maken. 
Het CLB maakt het verslag op na uitgebreid overleg met school, ouders en leerling. 
In dat verslag staat onder meer :
- Welk type BuO het meest geschikt is.
- Voor het buitengewoon secundair onderwijs staat ook welke opleidingsvorm (OV) het meest geschikt is.

Een leerling kan maar ingeschreven worden in het type (en opleidingsvorm) op het attest vermeld. 
Een doorverwijzing naar het buitengewoon onderwijs door het CLB is echter niet bindend. Ouders kunnen toch beslissen om hun kind gewoon basisonderwijs te laten volgen.

## Indeling
Het buitengewoon onderwijs wordt georganiseerd in verschillende types van handicap. Tot en met het schooljaar 2014-2015 is er gewerkt met 8 types, die gedefinieerd werden in de periode 1970-1980. Vanaf het schooljaar 2015-2016 wordt deze uitwerking wat aangepast aan de modernere inzichten rond handicap.

### Types tot 1 september 2015
- type 1: leerlingen met een lichte mentale handicap (het niveau van een kind op de lagere school).
- type 2: voor kinderen met een matige of ernstige mentale handicap.
- type 3: leerlingen met ernstige emotionele en/of gedragsproblemen; dit zijn structurele en/of functionele stoornissen in het affectief-dynamisch en relationeel aspect van de persoonlijkheid, zodat orthopedagogische en psychotherapeutische maatregelen nodig zijn.
- type 4: Kinderen met een fysieke beperking, met inbegrip van motorisch gehandicapten.
- type 5: voor zieke kinderen, die opgenomen zijn in een ziekenhuis of op medische gronden verblijven in een preventorium.

Zieke kinderen in een gewone school kunnen geholpen worden door het tijdelijk onderwijs aan huis ("toah").
- type 6: voor leerlingen met een visuele handicap.
- type 7: kinderen met een auditieve beperking of met een spraak- of taalstoornis.
- type 8: voor kinderen met ernstige leerstoornis, dus normaal begaafde leerlingen met een normaal gehoor- en gezichtsvermogen met stoornissen in de taalontwikkeling of het leren spreken en/of bij het leren lezen, schrijven en rekenen die dermate ernstig zijn dat bijzondere hulp in het gewoon onderwijs niet kan volstaan. Dit type bestaat alleen op niveau lager onderwijs: Deze kinderen worden verondersteld te kunnen doorstromen naar het gewone secundair onderwijs.

### Types vanaf 1 september 2015
Omdat rond 2000 duidelijk werd dat de bestaande typologie minstens aan herziening toe was, werd onder de ministers van onderwijs Vanderpoorten, Vandenbroucke en Smet gewerkt aan een nieuwe structuur. Al deze voorstellen, zoals het leerzorgkader, bleken onhaalbaar voor het werkveld. Zo werd op 12 maart 2014 door het Vlaams Parlement in het M-decreet beslist een minimale wijziging aan te brengen aan deze type structuur vanaf het schooljaar 2015-2016. Merk op dat de ingangsdatum van 1 september 2015 te maken heeft met het aanbod: de diagnostiek in deze nieuwe types zal dus voor een aantal leerlingen reeds voordien gebeuren, om vanaf 1 september 2015 in de nieuwe typologie in te stappen. Die nieuwe indeling ziet er dan als volgt uit:
- type basisaanbod: dit groepeert ongeveer de bovenstaande types 1 en 8, die niet langer zullen bestaan. Elke leerling die het gewoon onderwijs niet kan meenemen in het gemeenschappelijk curriculum komt in aanmerking voor dit type, tenzij de leerling voor een ander type in aanmerking komt.
- types 2 tot 7: zoals hierboven.
- type 9: voor leerlingen met een ASS zonder mentale beperking.

Naast het vervangen van types 1 en 8 door het nieuwe type "basisaanbod", en de toevoeging van type 9, worden ook de inhoudelijke criteria strenger. Zo was er geen absolute IQ-grens voor type 2, terwijl in de nieuwe omschrijvingen een grens van een IQ van 60 of lager wordt voorgeschreven. Ook voor andere types zoals types 6 en 7, worden decretaal exacte minimale grenzen vastgelegd van respectievelijk gezichts- en gehoorbeperking.
Ook een belangrijke wijziging heeft te maken met de implementatie van ion zoals gevraagd door het VN-conventie inzake rechten van personen met een handicap. Om in aanmerking te komen voor type 1 of type 8, volstond een diagnose door het CLB. Voor het nieuwe type "basisaanbod" moet echter ook aangetoond worden dat de gewone school alle mogelijke stappen rond differentiëring, remediëring, compensering e.d. genomen heeft, en dat ondanks al die maatregelen de leerling niet kan meegenomen worden in het gewoon curriculum.
Een laatste belangrijke wijziging is dat een attest basisaanbod in principe beperkt is tot 2 jaar. Na die periode wordt ervan uitgegaan dat de leerling terugkeert naar het gewoon onderwijs. Enkel wanneer dit nodig blijkt, kan het CLB een verlenging van zo'n attest geven.

### buitengewoon kleuteronderwijs (BKO)
Het Buitengewoon Kleuteronderwijs (BKO) is er voor kleuters met een handicap van 2,5 tot 6 jaar. Een kind dat voldoet aan de leerplicht kan na beslissing van de ouders, op advies van klassenraad en Centrum voor Leerlingenbegeleiding (CLB), hoogstens tot het 8e jaar in het BKO blijven.
In het BKO kunnen kleuters met een matige of ernstige verstandelijke handicap (type 2), kleuters met gedragsstoornissen en/of gedragsproblemen (type 3), kleuters met een fysieke en/of motorische handicap (type 4), kleuters die opgenomen zijn in een ziekenhuis of preventorium (type 5) en kleuters met een visuele of auditieve handicap (type 6 en type 7) terecht.
Kleuters kunnen in deze vorm instappen wanneer de ouders dat verkiezen. In tegenstelling tot het basisonderwijs zijn er geen officiële instapdagen.

### Buitengewoon Lager Onderwijs
Het buitengewoon lager onderwijs (bulo) is er voor schoolkinderen met een handicap tussen 6 en 13 jaar. Uitzonderlijk kan een schoolkind tot 14 jaar in het BLO blijven, na beslissing van de ouders en na advies van de klassenraad en het CLB.
In het bulo kunnen alle schoolkinderen die BLO hebben gevolgd terecht, maar ook kinderen met een licht verstandelijke handicap (deze leerlingen kunnen elementaire schoolse kennis en vaardigheden verwerven) (type 1) en kinderen met ernstige leerstoornissen (type 8)

### Buitengewoon Secundair Onderwijs
Het buitengewoon secundair onderwijs (BuSO) vormt jongeren met een handicap van 13 tot 21 jaar. Dit kan verlengd worden tot maximum 25 jaar, na goedkeuring van de Commissie van Advies voor het buitengewoon onderwijs (BuP).

In het buso gelden dezelfde types als in het BuLO, met uitzondering van type 8.

Behalve deze indeling in types, hanteert men in het buso ook een indeling naar opleidingsvorm:
- Opleidingsvorm 1 (ov1): sociale vorming als voorbereiding tot wonen in een beschermde leefomgeving (voor iedereen met een handicap & attest behalve voor jongeren met een licht verstandelijke beperking, en evenmin voor jongeren die in een ziekenhuis of in een preventorium zijn opgenomen)
- Opleidingsvorm 2 (ov2): sociale vorming en arbeidsvoorbereiding tot werken in een beschutte werkplaats en beschermd of begeleid wonen. De term 'beschutte werkplaats' of 'sociale werkplaats' wordt sinds 2014 quasi overal vervangen door de term 'maatwerkbedrijf', want de sector van de sociale economie wil de klemtoon leggen op het feit dat er gezorgd wordt voor werk op maat van de persoon. (uitsluitingscriteria idem ov1)
- Opleidingsvorm 3 (ov3): sociale- en beroepsvorming voor de gewone leefomgeving en inschakeling in het gewone arbeidscircuit (voor iedereen met een handicap & attest behalve voor jongeren met een matige of ernstige verstandelijke beperking, en evenmin voor jongeren die in een ziekenhuis of in een preventorium zijn opgenomen)
- Opleidingsvorm 4 (ov4): gewoon secundair onderwijs met aangepaste didactische werkvorm (voor iedereen met een handicap & attest behalve voor jongeren met een lichte verstandelijke beperking)

Na het beëindigen van de opleiding kan men Alternerende Beroepsopleiding (abo) volgen. Tijdens dit schooljaar komen leerlingen 2 keer per week naar school, de andere dagen werken ze in een bedrijf.

## Nieuwe structuur?
Minister Vandenbroucke kwam in 2005 met een discussienota, gevolgd door een voorstel van conceptnota in 2006, waarbij zowel het gewoon als het buitengewoon onderwijs in één groot leerzorgkader worden opgenomen. Op 30 maart 2007 werd de conceptnota Leerzorg door de Vlaamse regering goedgekeurd. Deze nieuwe structuur zou vanaf 2009 operationeel worden, maar uiteindelijk is het per 1 september 2015 het M-decreet geworden. 
In 2024 adviseerde de Commissie Inclusief Onderwijs om tegen 2040 naar een eengemaakt schoollandschap te gaan, meer bepaald: geen onderscheid meer tussen gewoon en buitengewoon onderwijs, geen verdeling meer in types en geen verdere medicalisering.

## Voetnoten
1. ↑  Vrtnws.be, 'Leerlingen met specifieke noden makkelijker naar gewone school', 13 maart 2014.
2. ↑  Vlaamse onderwijscommissie wil volledige transitie naar inclusief onderwijs tegen 2040, en die verloopt in drie fases. De Morgen (12 juli 2024). Gearchiveerd op 17 juli 2024.